# Ermengarde de Zutphen
Ermengarde de Zutphen, morte en 1138, fut comtesse de Zutphen de 1122 à 1138 et par mariage comtesse de Luxembourg de 1134 à 1136. Elle était fille d'Otton II le Riche, comte de Zutphen, et de Judith d'Arnstein, fille du comte Louis d'Arnstein.
Elle épousa en premières noces vers 1116 Gérard II († 1131), comte de Gueldre et de Wassenberg, et eut :
- Henri Ier († 1182), comte de Gueldre et de Zutphen ;
- Adélaïde, mariée à Ekbert Ier de Tecklenburg (de), comte de Tecklenbourg ;
- Salomé († 1167), mariée à Henri Ier, comte de Wildeshausen.

Après la mort sans enfant de son frère Henri II l'aîné, ses autres frères étant, l'un dans les ordres, l'autre déjà décédé, Ermgard est devenue comtesse de Zutphen en 1118, siège qu'elle a tenu jusqu'à sa mort en 1138. Elle a agi en tant que comtesse elle-même, pendant des moments formels car ses époux étaient considérés au premier plan.
Veuve, elle se remaria à Conrad II († 1136), comte de Luxembourg, mais n'en eut pas d'enfant.
Son fils Henri Ier lui succéda.

## Source
- Ermgard, 1118-1129, Gravin van Zutphen.